# Sepp Faltermaier
Sepp Faltermaier (* 6. April 1923 in Moos bei Maitenbeth; † 2005) war ein deutscher Autor und schrieb vor allem für das Theater. Sein bekanntestes Werk ist das historische Freilichtspiel „Hottowa“.

## Leben
Der Sohn eines Schusters wurde als elftes von 16 Kindern in Maithenbeth geboren. Nach der Volksschule wurde er Bauernknecht bis 
zur Einberufung 1942 zur Deutschen Wehrmacht und 1945 in der Gefangenschaft.
Nach dem Krieg machte er eine Ausbildung im Obstbau und für eine Obstbaumschule. 1948 heiratete er seine Frau Herta, mit der er drei Söhne 
hatte. Zum Schreiben kam er, als 1946 die Laienbühne Maitenbeth ein Stück der damaligen Gegenwart suchte und nicht fand. Daraufhin schrieb 
er ein solches und mit dem ersten Stück hatte er Erfolg, es wurde im Bauer-Verlag aus Mittenwald verlegt.
Bis 1958 folgten 29 Bühnenstücke, die unter anderem auch von Ludwig Schmid-Wildy im Platzl in München herausgebracht wurden. Auch sechs Romane gehören zu seinen Werken. 1958 erfolgte ein privater Schicksalsschlag, durch einen schrecklichen Unfall verlor er einen seiner Söhne. Daraufhin hörte er zu schreiben auf bis 1977. In dieser Zeit arbeitete er zusätzlich als Nachtwächter, um seine Familie ernähren zu können. 
Inzwischen wurde sein Stück „Der Bauerndiplomat“ für den Komödienstadl aufgezeichnet und so ermuntert, versuchte er wieder zu schreiben.
Dabei entstanden sechs weitere Theaterstücke, unter anderem „Onkel Peppi“ oder „Nothelfer“.
Im Frühjahr 1988 wurde sein Fernsehspiel „Das einfache Leben“ aufgezeichnet und im Bayerischen Rundfunk ausgestrahlt. Faltermaier war Ehrenmitglied der Theatergemeinschaft Amerang. Im Jahre 2005, kurz vor Vollendung seines 82sten Lebensjahres, verstarb Sepp Faltermaier.

## Stücke
- Der Regierungsvetter (Lustspiel in drei Akten von 1965)
- Der Bauerndiplomat (Volksstück/Ländlicher Schwank/Lustspiel in vier Aufzügen, verlegt München ca. 1959; aufgezeichnet 1985 als Komödienstadel durch den Bayerischen Rundfunk mit Gerhart Lippert und Karl Tischlinger)
- Einfaches Leben (Heiteres Volksstück in 4 Akten, aufgezeichnet 1988 durch den Bayerischen Rundfunk mit Beppo Brem und Veronika Fitz)
- Der Weiberfeind (Lustspiel)
- Herz ist Trumpf (Lustspiel in drei Akten, verlegt München ca. 1961)
- Die Liebesprobe (Ländliches Lustspiel, verlegt München ca. 1964)
- Die Preiskuh (Einakter)
- Hottowa (Historisches Freilichtspiel nach einer alten Überlieferung aus der Umgebung von Amerang verfasst)
- Der bekehrte Hausdrach' (Lustspiel in drei Akten)
- Der Sündenfall (Lustspiel in vier Akten)
- Die dappige Verwandtschaft (Posse in einem Akt, verlegt Mittenwald 1969)
- Suche eine Frau für Vati! (Heiteres Volksstück, verlegt München ca. 1985)

## Romane
- Romane, München/Rosenheim 1957
- Das Dorf der Gerechten, Rosenheim 1959/1996 (auch bekannt als „Die Brüder vom Fallangerhof“)
- Wer will, kommt immer heim, München 1957